# Luitpold Bavorský
Luitpold Bavorský (12. březen 1821 Würzburg – 12. prosinec 1912 Mnichov, celým jménem Luitpold Karl Joseph Wilhelm Ludwig) byl v letech 1886 až 1912 bavorským regentem za své synovce Ludvíka II. a Otu, kteří byli neschopní vykonávat pozici králů vzhledem ke svému duševnímu stavu. Princ Luitpold, který pocházel z bavorské dynastie Wittelsbachů byl také po svých synovcích dalším v následnictví trůnu, svého nástupu na trůn se nedožil, ale jeho syn Ludvík se stal bavorským králem rok po jeho smrti v roce 1913.
Luitpold (varianta jména Leopold) se narodil 12. března 1821 jako třetí syn bavorského korunního prince Ludvíka (pozdějšího krále Ludvíka I.) a jeho manželky Terezy ze Saska-Hildburghausenu. Jeho starší bratři byli oba budoucí králové nejstarší Maxmilián II. byl následníkem otce v Bavorsku a Ota získal v roce 1832 nestabilní řecký trůn. Jelikož Ota zůstal po zbytek života bezdětný byl Luitpold a jeho synové potenciální následníci Oty do jeho svržení a nástupu Oldenburků na řecký trůn.
Když byl 10. června 1886 král Ludvík II. zbaven svým ministrem svéprávnosti, převzal vládu nad Bavorskem jako princ regent právě jeho strýc Luitpold jako další svéprávná osoba v linii následnictví (jeho oficiální titul v této funkci byl Správce Bavorského království). Jen tři dny po této události, 13. června 1886, přišel Ludvík II. za nevyjasněných okolností o život a tak se stal dalším bavorským králem Ota. Protože ten ale nebyl kvůli své nemoci schopný vládnout (oficiálně byl nazýván „Trudnomyslným králem“), vládl Luitpold jako princ regent i nadále. I přes to, že král Ota obdržel zprávu o svém nástupnictví, úřadu se nechopil, a uznal jako řádného krále Luitpolda.
12. prosince 1912 Luitpold zemřel a Správcem království a regentem se stal jeho nejstarší syn Ludvík. V listopadu následujícího roku byla vládou změněna bavorská ústava tak, aby v případě, kdy by vladař nemohl kvůli nemoci vykonávat svůj úřad, se mohl stát oficiálním králem jeho nástupce a tím byl právě Luipoldův syn Ludvík. Díky této změně zákona se stal 5. listopadu 1913 dosavadní princ regent regulérním bavorským králem, jako Ludvík III. Současně bylo rozhodnuto, že král Ota nebude nikdy zbaven svého královského titulu. Bavorsko tak mělo několik let dva krále; Ota, který však byl pouze tzv. „čestným králem“, zemřel 11. října 1916).

## Rodinný život
Luitpold se v roce 1844 oženil s arcivévodkyní Augustou Ferdinandou Toskánskou, s níž měl čtyři potomky:
- Ludvík III. (7. ledna 1845 – 18. října 1921), poslední bavorský král, ⚭ 1868 Marie Tereza Rakouská-Este (2. července 1849 – 3. února 1919), rakouská arcivévodkyně
- Leopold (9. února 1846 – 28. září 1930), polní maršál, ⚭ 1873 Gisela Habsbursko-Lotrinská (12. července 1856 – 27. července 1932), rakouská arcivévodkyně
- Tereza (12. listopadu 1850 – 19. prosince 1925), svobodná a bezdětná
- Arnulf (6. července 1852 – 12. listopadu 1907), ⚭ 1882 Tereza Lichtenštejnská (28. července 1850 – 13. března 1938)

## Vývod z předků
|                     |                                                            |  |                                             |                                                                             |  |  |  |  |  |  |  | Kristián III. Falcko-Birkenfeldský |
|                     |                                                            |  |                                             |                                                                             |  |  |  |  |  |  |  |                                    |
|                     | Fridrich Michal Falcko-Zweibrückenský                      |  |                                             |                                                                             |  |  |  |  |  |  |  |                                    |
|                     |                                                            |  |                                             |                                                                             |  |  |  |  |  |  |  |                                    |
|                     |                                                            |  |                                             | Karolína Nasavsko-Saarbrückenská                                            |  |  |  |  |  |  |  |                                    |
|                     |                                                            |  |                                             |                                                                             |  |  |  |  |  |  |  |                                    |
|                     | Maxmilián I. Josef Bavorský                                |  |                                             |                                                                             |  |  |  |  |  |  |  |                                    |
|                     |                                                            |  |                                             |                                                                             |  |  |  |  |  |  |  |                                    |
|                     |                                                            |  |                                             | Josef Karel Sulzbašský                                                      |  |  |  |  |  |  |  |                                    |
|                     |                                                            |  |                                             |                                                                             |  |  |  |  |  |  |  |                                    |
|                     | Marie Františka Falcko-Sulzbašská                          |  |                                             |                                                                             |  |  |  |  |  |  |  |                                    |
|                     |                                                            |  |                                             |                                                                             |  |  |  |  |  |  |  |                                    |
|                     |                                                            |  |                                             | Alžběta Augusta Falcko-Neuburská                                            |  |  |  |  |  |  |  |                                    |
|                     |                                                            |  |                                             |                                                                             |  |  |  |  |  |  |  |                                    |
|                     | Ludvík I. Bavorský                                         |  |                                             |                                                                             |  |  |  |  |  |  |  |                                    |
|                     |                                                            |  |                                             |                                                                             |  |  |  |  |  |  |  |                                    |
|                     |                                                            |  |                                             | Ludvik VIII. Hesensko-Darmstadtský                                          |  |  |  |  |  |  |  |                                    |
|                     |                                                            |  |                                             |                                                                             |  |  |  |  |  |  |  |                                    |
|                     | Jiří Vilém Hesensko-Darmstadtský                           |  |                                             |                                                                             |  |  |  |  |  |  |  |                                    |
|                     |                                                            |  |                                             |                                                                             |  |  |  |  |  |  |  |                                    |
|                     |                                                            |  |                                             | Šarlota z Hanau-Lichtenbergu                                                |  |  |  |  |  |  |  |                                    |
|                     |                                                            |  |                                             |                                                                             |  |  |  |  |  |  |  |                                    |
|                     | Augusta Vilemína Marie Hesensko-Darmstadtská               |  |                                             |                                                                             |  |  |  |  |  |  |  |                                    |
|                     |                                                            |  |                                             |                                                                             |  |  |  |  |  |  |  |                                    |
|                     |                                                            |  |                                             | Kristián Karel Reinhard Leiningensko-Dachsbursko-Falkenbursko-Heidesheimský |  |  |  |  |  |  |  |                                    |
|                     |                                                            |  |                                             |                                                                             |  |  |  |  |  |  |  |                                    |
|                     | Marie Luisa Albertina Leiningensko-Falkenbursko-Dagsburská |  |                                             |                                                                             |  |  |  |  |  |  |  |                                    |
|                     |                                                            |  |                                             |                                                                             |  |  |  |  |  |  |  |                                    |
|                     |                                                            |  |                                             | Kateřina Polyxena Solms-Rödelheimská                                        |  |  |  |  |  |  |  |                                    |
|                     |                                                            |  |                                             |                                                                             |  |  |  |  |  |  |  |                                    |
| 'Luitpold Bavorský' |                                                            |  |                                             |                                                                             |  |  |  |  |  |  |  |                                    |
|                     |                                                            |  |                                             |                                                                             |  |  |  |  |  |  |  |                                    |
|                     |                                                            |  | Arnošt Fridrich II. Sasko-Hildburghausenský |                                                                             |  |  |  |  |  |  |  |                                    |
|                     |                                                            |  |                                             |                                                                             |  |  |  |  |  |  |  |                                    |
|                     | Arnošt Fridrich III. Sasko-Hildburghausenský               |  |                                             |                                                                             |  |  |  |  |  |  |  |                                    |
|                     |                                                            |  |                                             |                                                                             |  |  |  |  |  |  |  |                                    |
|                     |                                                            |  |                                             | Karolína Erbašsko-Fürstenauská                                              |  |  |  |  |  |  |  |                                    |
|                     |                                                            |  |                                             |                                                                             |  |  |  |  |  |  |  |                                    |
|                     | Fridrich Sasko-Altenburský                                 |  |                                             |                                                                             |  |  |  |  |  |  |  |                                    |
|                     |                                                            |  |                                             |                                                                             |  |  |  |  |  |  |  |                                    |
|                     |                                                            |  |                                             | Arnošt August I. Sasko-Výmarsko-Eisenašský                                  |  |  |  |  |  |  |  |                                    |
|                     |                                                            |  |                                             |                                                                             |  |  |  |  |  |  |  |                                    |
|                     | Ernestina Sasko-Výmarská                                   |  |                                             |                                                                             |  |  |  |  |  |  |  |                                    |
|                     |                                                            |  |                                             |                                                                             |  |  |  |  |  |  |  |                                    |
|                     |                                                            |  |                                             | Žofie Šarlota Braniborsko-Bayreuthská                                       |  |  |  |  |  |  |  |                                    |
|                     |                                                            |  |                                             |                                                                             |  |  |  |  |  |  |  |                                    |
|                     | Tereza Sasko-Hildburghausenská                             |  |                                             |                                                                             |  |  |  |  |  |  |  |                                    |
|                     |                                                            |  |                                             |                                                                             |  |  |  |  |  |  |  |                                    |
|                     |                                                            |  |                                             | Karel Ludvík Fridrich Meklenbursko-Střelický                                |  |  |  |  |  |  |  |                                    |
|                     |                                                            |  |                                             |                                                                             |  |  |  |  |  |  |  |                                    |
|                     | Karel II. Meklenbursko-Střelický                           |  |                                             |                                                                             |  |  |  |  |  |  |  |                                    |
|                     |                                                            |  |                                             |                                                                             |  |  |  |  |  |  |  |                                    |
|                     |                                                            |  |                                             | Alžběta Sasko-Hildburghausenská                                             |  |  |  |  |  |  |  |                                    |
|                     |                                                            |  |                                             |                                                                             |  |  |  |  |  |  |  |                                    |
|                     | Šarlota Georgina Meklenbursko-Střelická                    |  |                                             |                                                                             |  |  |  |  |  |  |  |                                    |
|                     |                                                            |  |                                             |                                                                             |  |  |  |  |  |  |  |                                    |
|                     |                                                            |  |                                             | Jiří Vilém Hesensko-Darmstadtský                                            |  |  |  |  |  |  |  |                                    |
|                     |                                                            |  |                                             |                                                                             |  |  |  |  |  |  |  |                                    |
|                     | Frederika Hesensko-Darmstadtská                            |  |                                             |                                                                             |  |  |  |  |  |  |  |                                    |
|                     |                                                            |  |                                             |                                                                             |  |  |  |  |  |  |  |                                    |
|                     |                                                            |  |                                             | Marie Luisa Albertina Leiningensko-Falkenbursko-Dagsburská                  |  |  |  |  |  |  |  |                                    |
|                     |                                                            |  |                                             |                                                                             |  |  |  |  |  |  |  |                                    |